# 曲靖专区
曲靖专区是云南省已撤销的专区。
1950年置。在今云南省东部。辖曲靖、沾益、平彝、宣威、马龙、嵩明、寻甸等县。专员公署驻曲靖县（今市）。1954年罗平、陆良、路南、师宗、宜良、泸西六县划入；宣威县改名榕峰县、平彝县改名富源县。1957年路南县改设路南彝族自治县，寻甸县改设寻甸回族自治县。1958年撤销沾益县。1959年榕峰县改名宣威县。1960年撤销马龙、师宗、泸西、嵩明四县和路南、寻甸二自治县；设寻甸县。1962年恢复马龙、师宗、嵩明三县（泸西县划属红河哈尼族彝族自治县）。1964年会泽县划入；恢复路南彝族自治县。1965年恢复沾益县。1970年改置曲靖地区。

## 曲靖地区
曲靖地区辖原曲靖专区的曲靖县、沾益县、马龙县、宣威县、富源县、罗平县、师宗县、陆良县、会泽县、寻甸县、宜良县、嵩明县、路南彝族自治县，共12县1自治县。
1979年1月5日，设立寻甸回族彝族自治县。
1983年9月9日，撤销曲靖县、沾益县，设立曲靖市（县级）；将宜良县、嵩明县、路南彝族自治县划归昆明市管辖。
1994年2月18日，撤销宣威县，设立宣威市（县级）。
1997年6月6日，撤销曲靖地区，设立地级曲靖市。